# Ornithospila circumflexaria
Ornithospila circumflexaria là một loài bướm đêm trong họ Geometridae.